# Gabriel Okara
Gabriel Imomotimi Okara (Bomoundi, 1921. április 24. – Yenagoa, 2019. március 25.) nigériai költő, író.

## Életútja
Iskolai tanulmányait Umuahiában és Yabában végezte. 1945-től kilenc éven át nyomdászként és könyvkötőként dolgozott és közben kezdett el foglalkozni saját írásaival. Először ijaw nyelvről fordított verseket angolra. 1949-ben újságírást tanult az Északnyugati Egyetemen, és a nigériai polgárháború kitörése előtt (1967–1970) információs tisztként dolgozott a keleti nigériai kormányzatnál. 1972 és 1980 között Port Harcourt-i Rivers State Publishing House igazgatója.

## Fontosabb művei
- The Voice (1984); A hang; fordította Keszthelyi Tibor; Európa, Budapest, 1968
- The Fisherman's Invocation (1978, versek)
- Little Snake and Little Frog (1981, gyerekkönyv)
- An Adventure to Juju Island (1992, gyerekkönyv)
- The Dreamer, His Vision (2005, versek)
- As I See It (2006, versek)
- Collected Poems (2016, versek)

## Magyarul
- A hang; ford. Keszthelyi Tibor, utószó Karig Sára; Európa, Bp., 1968 (Modern könyvtár)

## Díjai
- Nemzetközösségi Írók Díja (1979, a The Fisherman's Invocation kötetéért)